# Automolus
Automolus és un gènere d'ocells de la família dels furnàrids (Furnariidae) que habiten entre Centreamèrica i Sud-amèrica

## Taxonomia
Segons la Classificació del Congrés Ornitològic Internacional (versió 14.2, 2024) aquest gènere està format per 11 espècies:
- Automolus rufipileatus (Pelzeln, 1859) - plegafulles de capell bru.
- Automolus melanopezus (Sclater, 1858) - plegafulles emmascarat.
- Automolus ochrolaemus (Tschudi, 1844) - plegafulles gorjagroc.
- Automolus exsertus (Bangs, 1901)- plegafulles de Chiriquí.
- Automolus subulatus (Spix, 1824) - plegafulles boscà oriental.
- Automolus virgatus (Lawrence, 1867) - plegafulles boscà occidental.
- Automolus infuscatus (Sclater, 1856) - plegafulles olivaci.
- Automolus paraensis (Hartert, EJO, 1902) - plegafulles de Pará.
- Automolus lammi (Zimmer, JT, 1947) - plegafulles de Pernambuco.
- Automolus leucophthalmus (Wied-Neuwied, 1821) - plegafulles ullblanc.
- Automolus cervinigularis (Sclater, 1857)